# Maurice Lauré
Maurice Lauré, né le 24 novembre 1917 à Marrakech (Maroc) et mort le 20 avril 2001 à Mougins,, est un haut fonctionnaire français, fiscaliste connu pour la création de la TVA, la taxe sur la valeur ajoutée, en 1954. Il est président de la Société générale de 1973 à 1982 et termine sa carrière en tant que président des Nouvelles Galeries.

## Biographie

### Jeunesse et études
Maurice Lauré naît à Marrakech où son père était officier ; il vit ensuite son enfance et sa jeunesse lycéenne à Rabat puis à Saïgon.
Il intègre l'École polytechnique en 1936,,. Il entre dans le corps des ingénieurs des PTT à sa sortie de l'École.
Mobilisé en 1939, il est fait prisonnier en 1940 : il occupe son séjour obligé à quelques tentatives d'évasion.
Il fait des études de droit et obtient un doctorat après la Seconde Guerre mondiale.

### Parcours professionnel
Il intègre divers cabinets ministériels à la Libération.
Il entre en 1945 à l'Inspection des finances, entamant une carrière administrative au ministère des Finances. En 1952, il est nommé directeur adjoint de la direction générale des Impôts qui avait été créée avec son assistance. Il crée des brigades chargées des contrôles fiscaux.
En 1954, il propose et théorise un impôt indirect sur la consommation, la taxe sur la valeur ajoutée, la TVA. Très appuyée par le président de la commission des finances de l’Assemblée nationale, Pierre Mendès France, la mesure est votée le 10 avril par les députés malgré le peu d’enthousiasme du ministre des Finances Edgar Faure. Acceptée par Pierre Henri Allix, son directeur général, l'idée est adoptée par les dirigeants politiques mais à échéance imprécise. Maurice Lauré propose de liquider et d'encaisser la taxe à chaque stade du processus de production et de commercialisation avec un système de déduction de la taxe précédemment perçue. Le procédé est aujourd'hui largement repris et utilisé par nombre d'administrations fiscales dans le monde.
Sa carrière se poursuit au ministère des Armées à la direction des Services financiers. En 1960, il est nommé directeur du Crédit National. Dans le même temps, en tant que président de deux sociétés d'économie mixte, il contribue au développement agricole et touristique de la Corse.
En 1967, devenu administrateur-directeur général de la Société générale, il en est nommé président en 1973, et le reste jusqu'en 1982.  Il crée par ailleurs la Sogébail (banque de crédit-bail à long terme) ainsi que la SG2 avec Pierre Lhermitte et Jean-Louis Moineau ; il doit quitter ses fonctions pour être nommé président des Nouvelles Galeries, poste qu'il occupe jusqu'en 1991.
Par ailleurs, il est à l'origine de l'idée de la taxe Lauré reprise par certains altermondialistes.
Maurice Lauré s'éteint le 20 avril 2001 à Neuilly-sur-Seine à l'âge de 83 ans. Ses obsèques sont célébrées à l'église Saint-Pierre de Neuilly-sur-Seine.